# 江苏电视台影视频道
江苏省广播电视总台影视频道，是江苏省广播电视总台的一个频道。该频道主要播出影视剧，也会制作一些自制节目，包括《最强囍事》、《剧说那些事儿》、《影视大辞典》、《拜托电视》等。前身为江苏有线电视台影剧频道。

## 主持人
- 连莲
- 马力
- 顾笑宇